# Laura Falabella
Laura Mariana Falabella (Lanús, 10 marzo 1971) è un'ex cestista argentina.

## Carriera
Con l'Argentina ha disputato due edizioni dei Campionati mondiali (1998, 2002) e tre dei Campionati americani (1989, 1997, 1999).